# Хомякова, Екатерина Михайловна
Екатери́на Миха́йловна Язы́кова, в замужестве Хомяко́ва (15 [27] июля 1817, Симбирск — 26 января [7 февраля] 1852, Москва) — хозяйка литературного салона, сестра поэта Н. М. Языкова, учёного П. М. Языкова. Предмет юношеской влюблённости Н. А. Мотовилова, сподвижника Серафима Саровского, с которым будущий попечитель Серафимо-Дивеевского монастыря обсуждал своё пылкое увлечение.
Жена философа и поэта А. С. Хомякова, его литературный секретарь, мать председателя Государственной думы Н. А. Хомякова. Ей посвящены несколько лирических стихотворений Н. М. Языкова и А. С. Хомякова. Стихотворение «Воскресение Лазаря», написанное А. С. Хомяковым по случаю смерти жены, в 1912 году было положено на музыку С. В. Рахманиновым. Модель для живописных портретов Карла Гампельна, Шандора Козина и А. С. Хомякова. По мнению гоголеведов, Е. М. Хомякова являлась незримым средоточием духовной жизни сообщества московских славянофилов. Письма Е. М. Хомяковой с отзывами замоскворецких обывателей на смерть А. С. Пушкина представляют интерес для пушкинистики.
Близким другом Е. М. Хомяковой был Н. В. Гоголь, он ценил её как одну из самых замечательных женщин своего времени. В конфиденциальных разговорах с ней весьма скрытный писатель был наиболее откровенным, рассказывая ей о своих планах на будущее. Ранняя смерть Е. М. Хомяковой явилась для Гоголя, как и для А. С. Хомякова, невосполнимой утратой. Под её впечатлением у одинокого писателя возникли мысли о близости собственной кончины, усилились аскетические и мистические настроения, завершившиеся болезнью. В конце концов, по стечению этого и других обстоятельств Гоголь оставил творческую деятельность, сжёг свои сочинения и вскоре умер.

## Биография
Екатерина Михайловна происходила из старинного дворянского рода Языковых, отец — прапорщик Михаил Петрович Языков (1767—1819), мать — Екатерина Александровна Ермолова (1777—1831) — была дочерью симбирского предводителя дворянства А. Ф. Ермолова. Всего было трое сыновей — Пётр, Александр, Николай — и три дочери: Прасковья, Александра и Екатерина. Она была самой младшей дочерью, спустя два года после её рождения отец умер, и Екатерина жила только с больной матерью.

### Н. А. Мотовилов

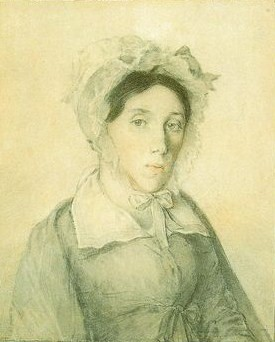
Мать Хомяковой на акварели П. Ф. Соколова

По информации С. А. Нилуса, в ранней молодости в Екатерину был влюблён Николай Александрович Мотовилов, сподвижник Серафима Саровского. Его увлечение ею началось приблизительно в 1829 году, когда ему было девятнадцать лет, а ей двенадцать. Симбирские владения Языковых в Мокрой Бугурме и в Русской Цильне располагались вблизи поместий Мотовиловых. Спустя два года влюблённый Н. А. Мотовилов обратился за благословением на брак с Катериной к Серафиму Саровскому. Ему он так описывал Екатерину Михайловну: «Она хоть и не красавица в полном смысле этого слова, но очень миловидна. Но более всего меня в ней прельщает что-то благодатное, божественное, что просвечивается в лице её, нечто столько затрогивающее душу человека, чего и многие красавицы в себе не имеют».
По свидетельству Мотовилова, Екатерина Михайловна жила у матери «как в монастыре — всегда читывала ей утренние и вечерние молитвы, и так как мать её была очень религиозна и богомольна, то у одра её часто бывали и молебны, и всенощные. Воспитываясь более десяти лет при такой боголюбивой матери, и сама она стала как монастырка. Вот это-то мне в ней более всего и в особенности нравится».
Разговор Мотовилова с Серафимом Саровским состоялся в октябре 1831 года, и тогда старец открыл молодому человеку, что ему предначертана другая невеста — Елена Ивановна Милюкова (родилась в 1823 году), в то время ещё несовершеннолетняя племянница Марфы Дивеевской, на которой он, по предсказанию Серафима Саровского, и должен жениться. Батюшка Серафим так наставлял пылкого юношу:
| — По новому постановлению Синода, нельзя мужчине моложе 18 лет, а девушке 16 лет — вступать в брак. Так не подождать ли Вам вашей Богом преднаречённой невесты, этак 8 или 10 лет? А то, как же вам теперь жениться на ней?! Никак нельзя — молода ещё очень, — мягко пояснял старец своему собеседнику, но Мотовилов сопротивлялся, доказывал. — Да о ком вы говорите мне, убогому Серафиму? — спросил он меня. — О Языковой Екатерине Михайловне! — А! — отозвался он. — О Языковой!… Ну, я не о ней говорю вам, а я, убогий, о преднаречённой вам от Бога невесте говорю теперь, и ей, уверяю вас по Бозе, ваше Боголюбие, более 8 лет с несколькими месяцами теперь никак не будет. |

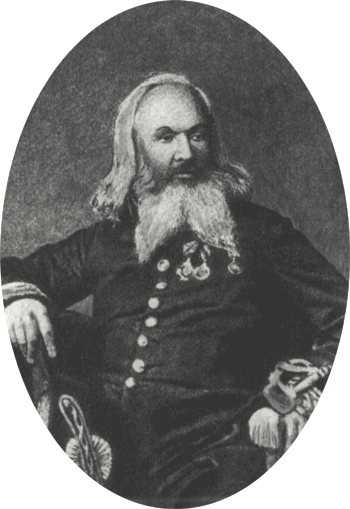
Н. А. Мотовилов намного пережил Е. М. Хомякову

Тем не менее, некоторое время Н. А. Мотовилов всё ещё надеялся на взаимность Екатерины и рассчитывал жениться на ней. В мае 1832 года, когда Екатерине было 14 лет (а он думал, что ей 16—17 лет), ослушавшись старца, он сделал ей предложение и получил окончательный отказ, потому что она была к тому времени уже сосватана за А. С. Хомякова. О том, что уже в 1832 году Екатерина Михайловна была помолвлена с Хомяковым, Мотовилов в своих записках прямо не упоминает: «И когда там отказано было мне в руке Екатерины Михайловны Языковой и генерал Мандрыка в доме тётки её Прасковьи Александровны Берх сказал при мне, что она уже помолвлена, то со мною сделался удар и я лишился рук и ног, и болезнь моя прежняя обновилась в сильнейшем градусе».
За своё ослушание Мотовилов позднее заслужил упрёки Серафима Саровского и наставление взять на себя в искупление за ослушание заботу о поддержке Дивеевской общины, что Мотовилов и исполнил. Любовь Мотовилова к Екатерине Михайловне длилась свыше семи лет, пока она не вышла замуж за Хомякова.
Страдания Мотовилова из-за любви к Языковой С. А. Нилус объясняет происками симбирских врагов Мотовилова, препятствовавших его карьере. Литературовед В. И. Мельник сомневается в том, что всё дело было в недоброжелателях Мотовилова, потому что не известно, как складывались личные отношения Екатерины Михайловны и Николая Александровича. Из последующего развития событий, делает вывод В. И. Мельник, можно предположить, что Екатерина Михайловна ждала кого-то другого.
Если бы она полюбила Мотовилова так, как она полюбила Хомякова, рассуждает В. И. Мельник, она бы вышла за него замуж; её письма говорят о том, что она была девушкой пылкой, считает исследователь. Но дело в том, что её будущий муж обладал рядом неоспоримых преимуществ, которыми не обладал Мотовилов. Мотовилов уступал Хомякову по части светского лоска, литературного таланта, столичной яркости. Мотовилова роднила с Хомяковым религиозная глубина, оба они были помещиками, но во всём остальном он проигрывал будущему лидеру славянофилов. Замужество с Хомяковым поставило Языкову в центр московской культурной среды, способствовало её сближению с ведущими русскими литераторами: Гоголем, Пушкиным, хотя этому также способствовало и положение брата Николая в русской литературе. Но и сам Хомяков был фигурой незаурядной, способной вскружить голову провинциальной девушке: поэт, философ, художник, механик-изобретатель, врач-гомеопат, обладатель энциклопедических познаний в 15 научных областях, полиглот, выучивший 32 языка, и т. д.

### Замужество
Лампада поздняя горела

Пред сонной лению моей,

И ты взошла и тихо села

В сияньи мрака и лучей.

      Головки русой очерк нежный

      В тени скрывался, а чело —

      Святыня думы безмятежной —

      Сияло чисто и светло.

Уста с улыбкою спокойной,

Глаза с лазурной их красой,

Всё тихим миром, мыслью стройной

В тебе дышало предо мной.

      Ушла ты, — солнце закатилось.

      Померкла хладная земля.

      Но в ней глубоко затаилась

      От солнца жаркая струя.

Ушла! Но Боже, как звенели

Все струны пламенной души,

Какую песню в ней запели

Оне в полуночной тиши!

      Как вдруг — и молодо и живо

      Вскипели силы прежних лет, 

      И как вздрогнул нетерпеливо,

      Как вспрянул дремлющий поэт!

Как чистым пламенем искусства

Его зажглася голова,

Как сны, надежды, мысли, чувства

Слилися в звучные слова!

      О, верь мне: сердце не обманет,

      Светло звезда моя взошла,

      И снова яркий свет проглянет

      На лавры гордого чела.

                                      1837
В Алексея Степановича Хомякова Екатерина Михайловна, как утверждает В. И. Мельник, влюбилась бесповоротно и сразу. Её письма к брату были полны сентиментальных восторгов по отношению к своему возлюбленному: «Я люблю его, Боже мой, если б он знал, как я люблю его!» Их любовь с самого начала была взаимной. Их брак не был омрачён добрачными связями.
Этому посвящено семейное предание Хомяковых (о нём сообщает биограф Алексея Степановича В. Н. Лясковский), согласно которому М. А. Хомякова взяла со своих сыновей клятву хранить целомудрие до вступления в брак. Любви к Языковой у Хомякова предшествовало лишь сильное чувство к знаменитой столичной красавице Александре Осиповне Смирновой, которая отвергла его ухаживания. Екатерина Языкова не была столь царственно хороша, но Хомякову этого уже и не требовалось. Всё, что он искал и ценил в женщине, он нашёл в своей супруге.
Когда и как произошло знакомство и сближение Алексея Степановича и Екатерины Михайловны — сразу или постепенно (ведь Хомяков был старше жены на 13 лет и мог наведываться к Языковым, когда Катя была ещё ребёнком), различные источники сообщают по-разному. Некоторые биографы утверждают, что Хомяков венчался с Языковой, «в которую давно и страстно был влюблён».
Если бы он был влюблён с момента помолвки в 1832 году, как пишет В. И. Мельник и некоторые другие, то противоречия бы в этом не было. Но большинство биографов сходится в том, что их знакомство и взаимное увлечение произошло лишь зимой 1835—1836 гг., то есть за полгода до венчания. К тому же есть информация о том, что ещё в 1834 году А. С. Хомяков сватался к З. Н. Полтавцевой, родственнице князя П. В. Долгорукова, но был отвергнут ею, что также противоречит версии о давней влюблённости в юную Хомякову.
Биограф Хомякова В. Н. Лясковский писал в конце XIX столетия: «Через поэта Н. М. Языкова, принадлежавшего к кружку Киреевских, Алексей Степанович познакомился с его сестрою Катериною Михайловной, а 5 июля 1836 г. они были обвенчаны… в домовой церкви графов Паниных на Никитской в Москве».
Валерий Алексеев сообщает обстоятельства замужества Е. М. Хомяковой несколько иначе, не упоминая о помолвке с А. С. Хомяковым в 1832 году. После того, как мать Катерины в 1831 году умерла, заботы о её воспитании взяла на себя старшая сестра Екатерины — Прасковья Михайловна (1807—1862), бывшая замужем за Петром Александровичем Бестужевым, предводителем дворянства Сызранского уезда Симбирской губернии. Бестужевы жили до лета 1835 года в своём имении в Репьёвке, Сызранского уезда. Осенью того же года семья Бестужевых вместе с Екатериной Михайловной переехала в Москву. Быть может, инициатива переезда Бестужевых из глубокой провинции в Москву исходила не от них, а от Николая Языкова.
Существует предположение, что А. С. Хомякова пригласили к девушке в качестве домашнего учителя английского языка. Сговор родственников быстро привёл к удобному для всех результату. Весной 1836 года новость о будущем бракосочетании стала известна даже за пределами Москвы. А. С. Пушкин дважды писал Наталье Николаевне о предстоящей свадьбе — 6 и 11 мая 1836 года: «Поэт Хомяков женится на Языковой, сестре поэта. Богатый жених, богатая невеста». Пушкин описывал жене избранницу Хомякова в следующих словах: «Видел я невесту Хомякова. Не разглядел в сумерках. Она, как говорил покойный Гнедич, pas une belle femme, но une jolie figuriette».
В понедельник 5 июля 1836 года Екатерина Михайловна венчалась с А. С. Хомяковым в Георгиевской церкви Георгиевского монастыря Москвы. Их венчал священник Дмитрий Рождественский. Свадьба праздновалась по-московски с размахом. А. И. Тургенев писал П. А. Вяземскому. «Свадьба Хомякова заняла для меня два вечера».
Выйдя замуж, Екатерина не порывала отношений с Языковыми. Среди других своих братьев и сестёр более всего она любила брата Николая, который был дружен с А. С. Хомяковым. Николай на правах старшего брата считал своим долгом опекать младшую сестру, он руководил её чтением, в частности, рекомендовал читать Вальтера Скотта. Николай также настоятельно рекомендовал ей вести собственный подробный дневник. По его мнению, «эти упражнения должны были доставить ей случай развить её стиль и полезным образом занять её ум». Но, как иронично замечает Б. В. Шапошников, дневник этот не сохранился, а судя по письмам, он мало способствовал «развитию её стиля».
Благодаря литературным связям А. С. Хомякова и Н. М. Языкова Екатерина познакомилась с А. С. Пушкиным, Д. В. Давыдовым, Е. А. Баратынским. Брату Николаю в письме от 19 мая 1836 года она писала: «Пушкин, которого я видела в пятницу у Свербеевых, очаровал меня решительно…». Знакомство с Пушкиным состоялось 14 мая. У Свербеевых они встретились во второй раз 15 мая.
Пушкин и Языков рассчитывали встретиться на свадьбе у Хомяковых. Екатерина Михайловна писала брату о разговоре с Пушкиным: «…Весь вечер почти говорил об Вас и непременно обещал напоить Вас пьяными на свадьбе», но Языков заболел, а у Пушкина начались свои неурядицы.
Брату Николаю Екатерина Михайловна так писала о своём счастье: «В субботу мы собираемся в новый Иерусалим. Свербеев, Павлов, Андросов, Баратынский и, конечно, Хомяков. Что вам сказать про последнего: я им слишком довольна. Он любит меня вряд ли не больше, чем я его, и, мой милый Вессель, я счастлива». Николай, в свою очередь, был счастлив за свою младшую сестру и своего друга. Старшей сестре Прасковье он писал: «…Я не знаю, как благодарить тебя! А она сама так счастлива, так счастлива, что я каждый день перечитываю её письма: так они милы, свежи, полны думою и душою Катюши. Это просто прелесть. Ей Богу, она сто́ит своего счастья». Ещё до их свадьбы, в 1835 году, он посвятил Екатерине фрагмент своего стихотворения «Молитва». Вообще привязанность Николая Языкова к своей младшей сестре оставила яркий след в его лирике.

### Семья Хомяковых

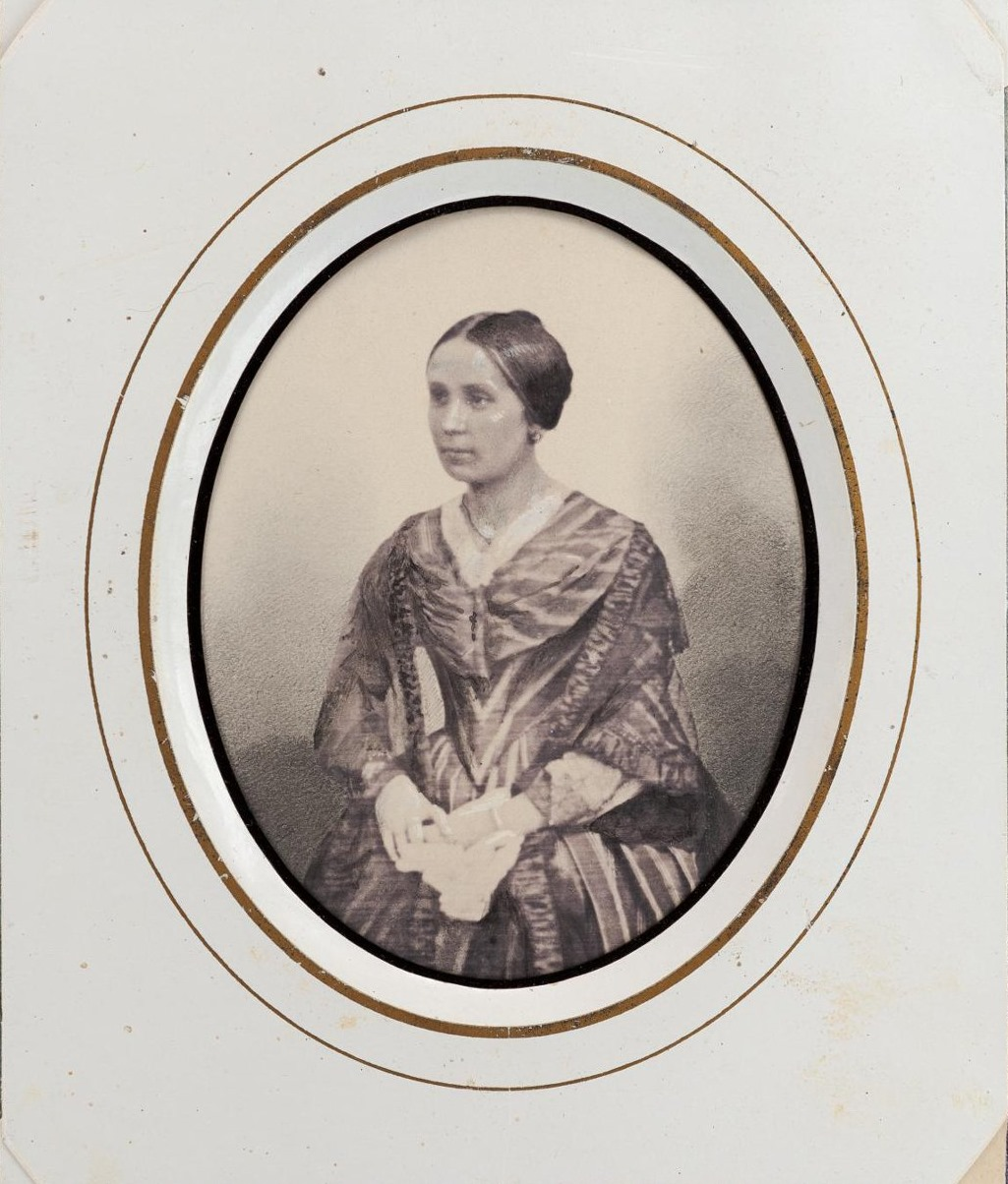
Хомякова Е. М. Около 1850 г. (репр. с дагеротипа, 1850-е гг.)

Этот брак был счастливым. Один за другим рождались дети. К 1850 году их было уже девять, семейную идиллию нарушила только смерть от дифтерита (по другим данным, от скарлатины) двух первых сыновей Степана и Фёдора, скончавшихся в один день в конце октября 1838 года. Екатерина Михайловна была погружена в домашние хлопоты и воспитание детей, она сама занималась их образованием, при этом она целиком разделяла убеждения мужа и была ему надёжной поддержкой во всех семейных делах.
Екатерина Михайловна была послушной невесткой властной и энергичной свекрови — Марии Алексеевны Хомяковой, которая своим своенравным характером доставляла ей немало неудобств. Для Алексея Степановича она была воплощённым идеалом жены. Если в молодости духовным идеалом А. С. Хомякова была мать, то позднее его вдохновительницей стала Екатерина Михайловна. Он признавался в том, что был обязан жене не менее, чем матери. Будучи англоманом, Екатерину Михайловну он по-домашнему звал на английский манер — «Kitty».
Хомяков как мыслитель в своей семье находил силу и вдохновение для творческого труда. Историк церкви и биограф А. С. Хомякова Н. М. Боголюбов писал, что в стихотворении 1837 года «Лампада поздняя горела» поэт описал то влияние на творческое вдохновение, которое оказывала его супруга. Современный исследователь творчества Хомякова В. А. Кошелев считает это стихотворение самым интимным во всём его лирическом наследии и по своей семантике сопоставимым со знаменитым стихотворением Бориса Пастернака «Зимняя ночь»: «Свеча горела на столе. Свеча горела…», где образ лампады-свечи восходит к Евангелию от Матфея.
Между тем внешне скромная и непритязательная Екатерина Михайловна могла показаться женщиной совсем обыкновенной. Современные исследователи пишут: «В ней не было ничего резкого, бьющего на эффект». «Она была воплощённым идеалом жены». Биограф А. С. Хомякова В. Н. Лясковский писал: «Она была хороша собой, но красотой не поражала; умна, но об её уме не кричали; полна умственных интересов и образованна, но без всяких притязаний на учёность».
О религиозных взглядах Екатерины Михайловны можно получить представление из рассказа А. С. Хомякова в письме к И. С. Аксакову:

Однажды две дамы говорили целый вечер о чудесах; покойная жена моя, бывшая при этом, вернулась в дурном расположении духа и на вопрос мой, «чем она недовольна?» рассказала мне весь разговор. «Я всё-таки не вижу, чем ты недовольна?» — «Видно, они никогда не замечали, сколько чудес Бог совершает в нас самих, что столько хлопочут о чудесах внешних».— А. С. Хомяков. Письмо И. С. Аксакову, июль — август, 1853 г., Наше наследие, 2004, № 71, стр. 99.
Остаётся неясным, стало ли известно Екатерине Михайловне о том, что о ней было рассказано Серафиму Саровскому, но семья Хомяковых всегда была набожна, и Хомяковы весьма чтили преподобного Серафима Саровского.
Дочь М. А. Хомякова вспоминала о матери: «Сколько я помню мою мать, у неё кроме красоты было что-то кроткое, простое, ясное и детское в выражении лица, она была весёлого характера, но без всякой насмешливости, и благодаря этому самые сериозные люди говорили с ней более задушевно, чем даже со своими друзьями».

### Дом на Собачьей площадке
Он даст ей счастье на земле:

И в сердце пламень безмятежный,

И ясность мысли на челе!

И даст ей верного супруга,

Младого, чистого душой.

И с ним семейственный покой,

И в нём приветливого друга;

И даст почтительных детей,

Здоровых, умных и красивых,

И дочерей благочестивых,

И веледушных сыновей!

..........................................

                                      1835
Семья Хомяковых жила в наёмной квартире на Арбате — в доме Нечаевой, напротив церкви Николы Явленного. В 1844 году супруги Хомяковы приобрели у князя Б. А. Лобанова-Ростовского собственный дом на углу Собачьей площадки и Николопесковского переулка, ставшего «знаменитым своим литературно-философским салоном».
Из письма Екатерины Михайловны можно узнать подробности: «Я купила дом княгини Лобановой на Собачьей площадке. Заплатила, правда, дорого 90 тысяч за дом, дом славно отделан, большой… Вы можете себе представить, как я рада. Что купила дом, так он мил, все свои деньги почти я туда просадила, однако осталось кое-что». Вокруг семьи Хомяковых вскоре сформировалось окружение московских славянофилов: Аксаковы, Киреевские. Частыми гостями были также Н. М. Языков, М. П. Погодин, С. П. Шевырёв, Ю. Ф. Самарин, Свербеевы и др. Большинство из них связывала не только духовная и сословная общность интересов, но и обширные родственные связи.
Родство с Киреевскими происходило по линии матери Хомякова, урождённой Киреевской. Родственниками Хомякова были также Свербеевы. Валуевы и Пановы были родственниками Языковых. Аксаковы и Самарины были в родстве как с Хомяковыми, так и с Языковыми. Позднее П. А. Флоренский иронизировал по поводу такой укоренённости славянофилов в атмосфере родственных отношений культурной дворянской среды: «…они хотели бы и весь мир видеть устроенным по-родственному, как одно огромное чаепитие дружных родственников, собравшихся вечерком поговорить о каком-нибудь хорошем вопросе».
Благодаря родству жены Хомяков приобрёл одного из самых своих преданных и усердных последователей в славянофильской доктрине — Дмитрия Валуева. Он был племянником Екатерины Михайловны — сыном её старшей сестры Александры Михайловны. Молодой человек рано остался без родителей и по этой причине жил то у Киреевских-Елагиных, то у Свербеевых, то в семье Хомяковых. Дмитрий был одарённым юношей и одним из наиболее рьяных славянофилов раннего поколения. Хомяков испытывал к нему самые дружеские чувства. Он относился к Дмитрию как к сыну и писал ему: «Тебя любящий отец А. Хомяков». Н. М. Языкову Алексей Степанович говорил: «Валуев не только дорог; но нужен. Он менее всех говорит, он почти один делает».
Зато Екатерина Михайловна относилась к племяннику иначе. Она говорила, что Дмитрий совершенно замучил её переводами для «Библиотеки для воспитания», по три раза в день справляется, трудится ли она («Библиотека для воспитания» была основана Валуевым в 1843 году). Екатерина Михайловна была также недовольна тем, что племянник совершенно оторвал мужа от поэзии, в то время как Д. А. Валуев упрекал Хомякова в том, что тот слишком мало работает и расточает свои силы по пустякам, вместо того, чтобы закончить работу над «Записками о всемирной истории». Но деятельность молодого человека была непродолжительной, уже в конце 1845 года он умер.
Трепетное отношение Екатерины Михайловны к поэзии мужа сохранило семейное предание Хомяковых. Праправнучка поэта Анастасия Георгиевна Шатилова рассказывала В. А. Кошелеву, что вновь написанные стихи Алексей Степанович имел обыкновение тут же выбрасывать в мусорную корзину. Узнав об этой странной особенности мужа, Е. М. Хомякова распорядилась, чтобы прежде, чем корзина будет опустошена, ей приносили её на проверку. Надо думать, пишет исследователь, что благодаря бдительности супруги история литературы обязана сохранением некоторых его стихотворений. Стихотворение «К детям», посвящённое смерти их первенцев Степана и Фёдора, он не выкидывал, а просто никому не показывал. Год спустя после написания он показал его Екатерине Михайловне, та, взволнованная стихотворением, отправила копию брату; так стихотворение «К детям» получило известность и славу одного из лучших образцов «духовной поэзии».
В письмах друзьям Хомяков называл Екатерину Михайловну своим секретарём, но Б. В. Шапошников считал, что её секретарские полномочия не распространялись на литературную деятельность супруга, а ограничивались перепиской с родственниками «обо всех делах и веяниях общества». Сюда же он относил переводческую деятельность Е. М. Хомяковой для славянофильских изданий Д. А. Валуева.
Днём приёма в доме Хомяковых был назначен вторник. О. М. Бодянский в своих воспоминаниях позднее называл жену Хомякова общим другом всех приятелей Гоголя. Гоголевед В. А. Воропаев считает, что «Екатерина Михайловна являлась незримым средоточием духовной жизни сообщества московских славянофилов. Это подтверждает и поведение Гоголя во время её болезни и кончины». Николай Языков в 1845 году писал в альбом своей сестре:

| Она блюдёт порядок дома; Ей мил её семейный круг, Мирская праздность незнакома, И чужд бессмысленный досуг. Не соблазнит её желаний Ни шум блистательных пиров, Ни вихрь полуночных скаканий, И сладки речи плясунов Ни говор пусто-величавый Бездушных, чопорных бесед, |  | Ни прелесть роскоши лукавой, Ни прелесть всяческих сует. И дом её боголюбивый Цветёт добром и тишиной, И дни её мелькают живо Прекрасной, светлой чередой; И никогда их не смущает Обуревание страстей: — Господь её благословляет, И люди радуются ей. |
— Н. М. Языков, «К сестре К. М.»  1 мая 1845 г. (фрагмент)

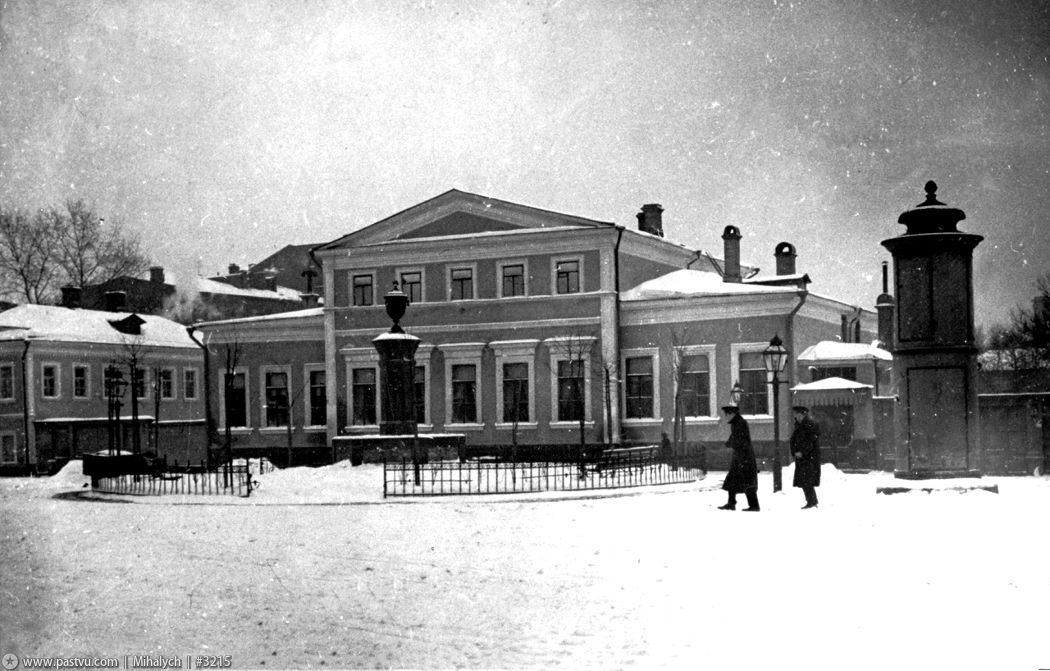
В родовом доме на Собачьей площадке Хомяковы жили до 1918 года, пока здание не передали под музей

Дочь Ольга вспоминала в 1922 году, что в доме Хомяковых был большой штат нянь, гувернанток и горничных, при этом у матери Хомякова была своя горничная с помощницами, у Екатерины Михайловны своя. Вся усадьба включала в себя пять строений. Главный особняк имел общую площадь 84 квадратные сажени. Его фасад был обращён на Собачью площадку. Здесь и жило большое семейство Хомяковых. Прочие строения сдавались внаём. Помимо жилых строений были надворные постройки: кладовая, оранжерея, сад и т. д.

### Загородный быт

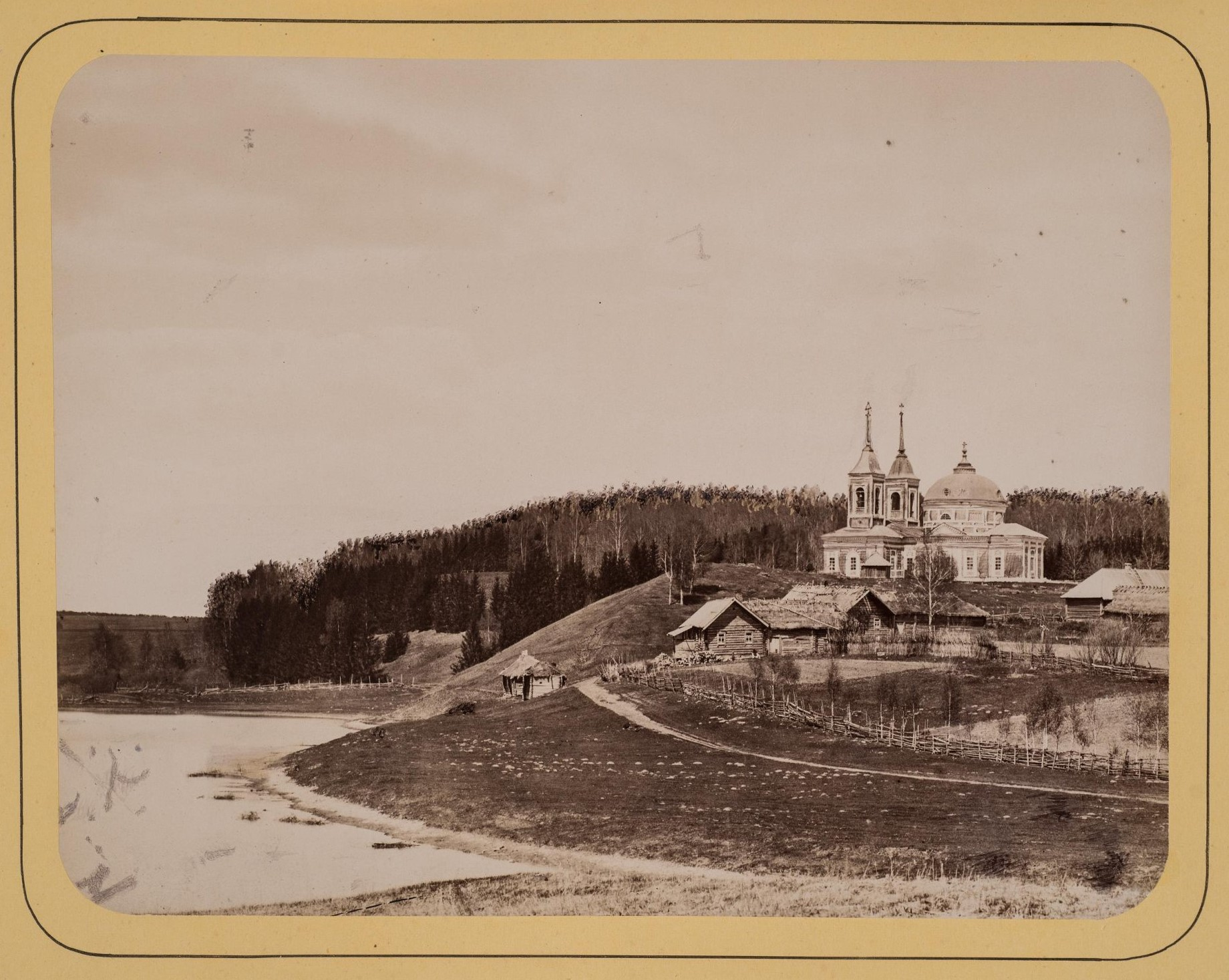
Церковь Преображения в усадьбе Липицы. Фото 1880-х гг

Кроме московского дома, Хомяковы владели тульским имением Богучарово и усадьбой Липицы (ныне Липецы). Липицы стали их излюбленным местом отдыха. 19 октября 1842 года Хомяков писал жене: «Что за погода, как ясно, как тихо, как солнечно! Река замерзает и покрылась почти вся льдом, чистым и прозрачным, как английский хрусталь; солнце днём и месяц ночью так и отливают её серебром да золотом; а в самой середине бежит струя синяя, синяя, как альпийские озера… Вот бы ты полюбовалась на свои Липицы! Совершенная Грузия!». После смерти жены Хомяков вспоминал в письме Ю. Ф. Самарину про Липицы: «Катя любила их ещё больше моего; она говаривала, что не отдала бы их за Ричмонд, который за границей нравился ей более всего» (Екатерина Михайловна была в Германии, Франции, Великобритании в поездке с мужем летом 1847 года).
На отдыхе они не раз бывали также на Северном Кавказе, в Кисловодске. Их дочь Екатерина Алексеевна позднее, в 1907 году, основала Свято-Троицкий Серафимовский женский монастырь близ Пятигорска.

### Наследие
Сохранившаяся переписка Екатерины Михайловны включает в себя 779 писем к братьям, сёстрам и другим родственникам. Из них опубликована лишь незначительная часть писем, представляющих историко-литературный интерес. Остальные письма посвящены повседневной жизни Екатерины Михайловны, и упоминания в них крупных деятелей истории русской культуры носят случайный характер. Письма, посвящённые Н. В. Гоголю, в извлечениях опубликованы в 1952 году в 58 томе «Литературного наследства» — «Пушкин. Лермонтов. Гоголь».

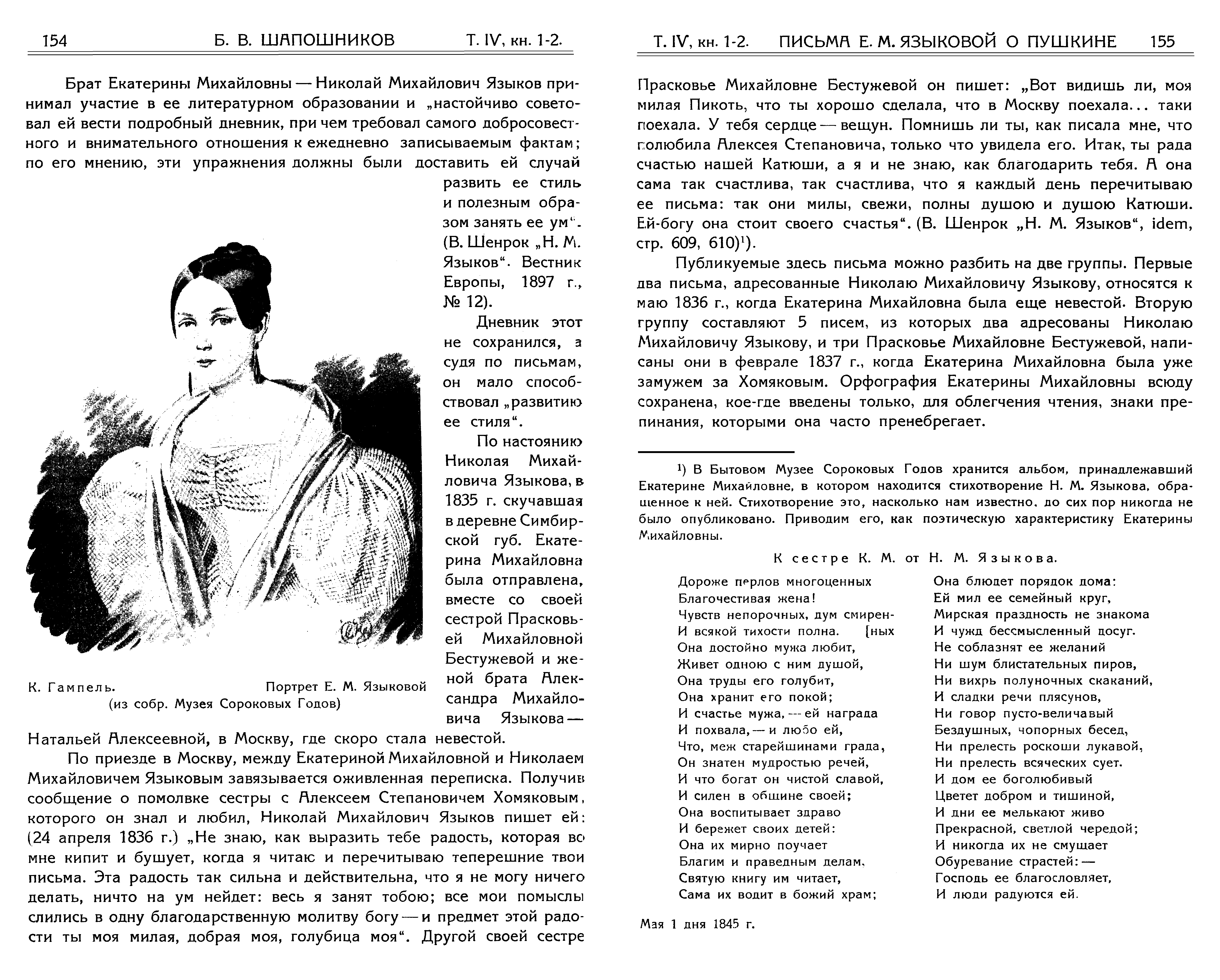
Письма Е. М. Хомяковой в журнале «Искусство»

Письма об А. С. Пушкине в полном виде вышли в журнале «Искусство» в 1928 году. Директор московского «Музея бытовой культуры 1840-х годов» Б. В. Шапошников писал, что, хотя Хомякова всю свою жизнь провела в окружении поэтов, литераторов и общественных деятелей, тем не менее, по его мнению, она не играла заметной роли в том обществе, которое её окружало.
Для Шапошникова как для пушкиниста и искусствоведа представляли интерес письма Хомяковой не потому, что они раскрывали поэта с какой-то неизвестной стороны, а потому что всё, связанное с Пушкиным, по его мнению, так или иначе имеет непреходящую ценность в истории культуры. Шапошниковым опубликованы семь писем Хомяковой. В частности, его заинтересовали отзывы замоскворецких обывателей на смерть Пушкина, о которых с неодобрением писала Екатерина Михайловна: «Мои за Москворецкие тётушки сердятся, как мог Г[осударь] сделать так много для его семейства. „Не сто́ит того, говорят, он безбожник, он ни разу не преобщался в жизни и что написал никто не знает“».
После революции письма Екатерины Михайловны вошли в состав фонда «Музея 1840-х годов», который был открыт по инициативе дочери Хомяковых Марии Алексеевны (1840—1919), вскоре умершей. Музей существовал в здании родового дома Хомяковых на Собачьей площадке с 1919 по 1929 год. В 1929 году музейные экспонаты, в том числе письма Е. М. Хомяковой, были переданы Государственному историческому музею, и музей в доме Хомяковых прекратил существование.
Сохранился альбом Е. М. Хомяковой со стихами Н. М. Языкова и других поэтов, в альбоме имеется шарж Н. В. Гоголя неизвестного художника.

## Дружба с Гоголем

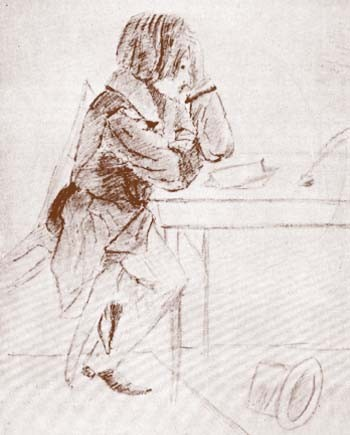
Н. В. Гоголь. Шарж в альбоме Е. М. Хомяковой. Неизвестный художник. 1840-е годы

Языковы любили творчество Гоголя ещё до того, как познакомились с ним лично. Н. М. Языков писал сёстрам Екатерине и Прасковье 28 июня 1835 года в Репьёвку из Языково: «Очень рад, что вам понравились повести Гоголя — это прелесть! Дай Бог ему здоровья, он один будет значительнее всей современной французской литературы — не выключая и Бальзака! Я не люблю Бальзака». Речь идёт о повестях сборника «Миргород», которыми зачитывались братья Языковы. Николай Языков познакомился с Гоголем только в 1839 году, а Екатерина в 1840 году. Из письма Гоголя Языкову от 10 февраля 1842 года можно узнать о его отношении к Хомяковым: «Я их люблю, у них я отдыхаю душой».
Семью Языковых, с другой стороны, Гоголь знал уже с середины 1830-х годов. Так, в 1835 году в московском литературном салоне Гоголь познакомился с Людмилой Дмитриевной Кожиной, урождённой Языковой (она приходилась двоюродной сестрой поэту Н. М. Языкову). У неё часто бывали В. А. Жуковский, В. Ф. Одоевский и М. С. Щепкин.
По некоторым сведениям, в 1835 году, во время приезда Гоголя в Москву, в доме Языковых-Кожиных писатель читал только что оконченные «Миргород» и «Арабески».
Познакомившись с Екатериной Михайловной, писатель очень привязался к ней. Гоголь любил Хомякову как жену своего приятеля и как сестру Языкова. Первый биограф Н. В. Гоголя П. А. Кулиш говорил, что «Гоголь <…> любил её, как одну из достойнейших женщин, встреченных им в жизни». В свою очередь, Екатерина Михайловна писала брату из Москвы 16 ноября 1841 года: «Сегодня был у меня Гоголь. <…> много рассказывал об вас, и всё радостное; весело слушать, как он любит вас, я полюбила его очень. <…> мы хотим быть друзьями».
В другом письме 1841 года Екатерина Михайловна писала: «Я люблю Гоголя: он очень добрый и любит сестёр, заботится о них. <…> Все здесь нападают на Гоголя, говоря, что, слушая его разговор, нельзя предполагать в нём чего-нибудь необыкновенного; Иван Васильевич Киреевский говорил, что с ним почти говорить нельзя: до того он пуст. Я сержусь за это ужасно. У них кто не кричит, тот и глуп». В письме брату весной 1842 она писала: «Гоголь третьего дня приходил обедать к нам. Я очень люблю его: он не так глубок; как другие, и поэтому с ним гораздо веселее».
Писателю многое прощалось в доме гостеприимных хозяев. Н. М. Языков писал о нём: «Гоголь до невероятности раздражителен и самолюбив, как-то болезненно! <…> В Москве он только и бывает, что у Хомяковых». П. И. Бартенев, издатель «Русского архива», рассказал об этом подробнее: «Гоголь всегда держал себя бесцеремонно у Хомяковых: он капризничал неимоверно, приказывая по нескольку раз то приносить, то уносить какой-нибудь стакан чая, который никак не могли ему налить по вкусу: чай оказывался то слишком горячим, то крепким, то чересчур разбавленным; то стакан был слишком полон, то, напротив. Гоголя сердило, что налито слишком мало. Одним словом, присутствующим становилось неловко; им только оставалось дивиться терпению хозяев и крайней неделикатности гостя». Объяснение этому В. В. Вересаев находил в том, что Гоголь умел оставаться благодарным другом. «Он платит по счёту дружбы лучшим, что в нём есть, — затаённою своею добротой».
Непредсказуемое поведение Гоголя не омрачало дружбы писателя и Хомяковых. Екатерина Михайловна писала брату, что «вообще трудно быть милее и добрее Гоголя. Я люблю его за его дружбу к Вам, и люблю его так, потому что его почти нельзя не любить. <…> он видал даже малюток моих; Маша, которая не называет его иначе, как Гоголь-Моголь, любит его больше других». Е. М. Хомякова, наряду с другими друзьями писателя и замужними дамами (А. П. Елагина, Е. А. Свербеева и Е. Г. Черткова), была в числе гостей на именинах Гоголя, устроенных им 9 мая 1842 года в доме М. П. Погодина.
Покинув Россию в 1842 году, Гоголь смог вернуться на родину только в 1848 году, но ещё до возвращения писателя в Москву Хомяковы встретились с ним в Германии. На пути в Англию 13/25 июля 1847 года они увиделись во Франкфурте-на-Майне и на обратном пути из Англии в Россию в середине августа того же года встретились в Остенде. Друзья-славянофилы Гоголя, зная об отношении писателя к Хомяковым, старались употребить их влияние на писателя и окольными путями добиться от него того, что не получалось осуществить напрямую. Так, Ф. В. Чижов обратился с письмом к Екатерине Михайловне, чтобы та через А. С. Хомякова заинтересовала Гоголя в издании нового славянофильского журнала.
Екатерина Михайловна была одной из немногих, кому Гоголь рассказал о своём намерении посетить в будущем году Иерусалим. Дочь Екатерины Михайловны Хомяковой, Мария Алексеевна, рассказывала позднее, что, по словам отца, Гоголь, не любивший вообще распространяться о своём путешествии ко Святым местам, только с ней поделился тем, «что он там почувствовал». П. И. Бартенев, нередко видевший Гоголя в доме Хомяковых, сообщал: «По большей части он уходил беседовать с Екатериною Михайловною, достоинства которой необыкновенно ценил».
Писатель стал крёстным отцом последнего сына Хомяковых — Коли, — будущего председателя Государственной думы III созыва Николая Алексеевича Хомякова, родившегося 19 января 1850 года. Его назвали так в честь брата Екатерины Михайловны, Николая, умершего ещё в 1846 году.
Преждевременную смерть Е. М. Хомяковой Гоголь воспринял отчасти как воздаяние за собственные прегрешения. Потрясение от утраты Екатерины Михайловны послужило одной из причин начала изнурительного поста. Масштабный духовный кризис писателя завершился сожжением рукописей своих произведений и смертью от истощения.

## Болезнь и смерть
А. А. Кара-Мурза рассказывает следующий эпизод из семейной внешне безоблачной жизни Хомяковых. Летом 1850 года Алексей Степанович потерял в Богучаровском пруду обручальное кольцо. Он распорядился вычерпать воду и найти кольцо, но кольцо не нашлось. Екатерина Михайловна, будучи суеверной, посчитала потерю кольца дурной приметой, переживая за мужа. Но с ним ничего особенного не случилось, зато она полтора года спустя простудилась, получила осложнение в виде брюшного тифа. Болезнь развивалась быстро: Екатерина Михайловна болела несколько дней и скоропостижно скончалась 26 января 1852 года в возрасте 34 лет. Поскольку в этот момент она была в очередной раз беременна, её смерть унесла сразу две жизни.
Об истории болезни Е. М. Хомяковой известно немного. Вера Сергеевна Аксакова, дочь Сергея Тимофеевича Аксакова, писала матери Гоголя о последних днях её сына: «После половины января (1852 г.) <…> мы нашли его довольно бодрым; но в это время занемогла жена Хомякова, сестра Языкова, с которым Николай Васильевич был так дружен». Екатерина Михайловна в этот момент находилась на четвёртом месяце беременности. Различные источники указывают на срок болезни Хомяковой по-разному: три дня, несколько дней. В. С. Аксакова писала, что всех очень встревожила и огорчила её болезнь. В какой-то момент показалось, что ей стало лучше, и тогда Аксаковы назначили день для исполнения малороссийских песен — воскресенье 27 января. В этом мероприятии должен был участвовать и Гоголь, который пригласил на него О. М. Бодянского. Но состояние больной вновь ухудшилось, и в субботу она скончалась.
Был и ещё один очевидец, рассказавший о болезни Е. М. Хомяковой, — Владимир Иванович Хитрово (1806—1866), родственник А. С. Хомякова по матери. По его сведениям, болезнь длилась около недели. Он писал:

Неожиданно, 26 января, получили известие с Собачьей площадки, что Катерина Михайловна опасно больна: она простудилась, сделалась у неё горячка и вдобавок выкинула и теперь без всякой надежды… А<лексей> С<тепанович> до того изменился, что поразил меня, сделался точно шестидесятилетний старик, говорит, что никакой нет надежды, чтобы Катерина Михайловна была жива. Её сообщили Свят<ых> Таин и ожидают конца, начала уже бредить… она простудилась, гуляя в своем саду, сделалась у неё горячка и воспаление в груди, а теперь она, говорят, уже при последнем издыхании. 

27 (воскресенье). В полдень поехали навестить больную к Хомяковым, подъезжая к крыльцу сердце замерло: на крыльце сказали нам роковую весть, что Катерина Михайловна вчера в 11 час<ов> 30 мин<ут> ночи кончила жить!..— В. И. Хитрово, «Воспоминания об Алексее Степановиче Хомякове», Наше наследие, 2004, № 71, стр. 93.
Далее в своём дневнике Хитрово сообщил, что Хомяков во всём винил докторов, давших больной каломель. По мнению Хомякова, его жена умерла окончательно обессиленная преждевременными родами. Это и было основной причиной смерти, по мнению супруга, а не болезнь, — «умерла более от изнеможения сил, чем от болезни» (Хомяков не был профессиональным медиком, но интересовался гомеопатией и врачевал своих крепостных крестьян). Непосредственным виновником смерти жены Хомяков считал профессора А. И. Овера, в то время как профессора С. И. Клименков, А. А. Альфонский и в особенности П. Н. Кильдюшевский отговаривали Овера от лечения каломелью. Но другие гости оправдывали Овера тем, что начавшееся воспаление, горячка и начинающийся тиф не оставляли французскому медику выбора, он и сам знал, что при приёме каломели риск ухудшения состояния слишком велик.
Н. В. Гоголь также приписывал смерть Хомяковой действию каломели. Об этом пишет третий мемуарист, доктор А. Т. Тарасенков, который не был непосредственным свидетелем смерти Хомяковой, но собрал рассказы свидетелей событий, произошедших в доме Хомяковых, поэтому его воспоминания отличаются неточностями:

В феврале <в январе> захворала сестра <Н. М.> Языкова, г-жа Хомякова, с которой он был дружен. Гоголь знал её с детства <с 1840 года>: болезнь озабочивала его. Он часто навещал её, и, когда она была уже в опасности, при нём спросили у доктора Альфонского, в каком положении он её находит, он отвечал вопросом: «Надеюсь, что ей не давали каломель, который может её погубить?» Но Гоголю было известно, что каломель уже был дан. Он вбегает к графу и бранным голосом говорит: «Всё кончено, она погибнет, ей дали ядовитое лекарство!» К несчастью, больная действительно умерла в скором времени; смерть драгоценной для него особы поразила его до чрезвычайности.— А. Т. Тарасенков, «Последние дни жизни Н. В. Гоголя»
Относительно лечения Е. М. Хомяковой и фармакологического действия каломели высказался доцент Пермской медакадемии М. И. Давидов. По его мнению, Гоголь имел горький опыт общения с докторами и негативно относился к медикам вообще, он последовательно отрицательно оценивал все действия врачей. Поэтому, когда Альфонский заговорил при Гоголе о каломели, писатель напрасно поднял тревогу по поводу ядовитого лекарства. По мнению Давидова, А. А. Альфонский, будучи профессором судебной медицины Московского университета, позволил себе «недопустимое высказывание в присутствии родственников и знакомых больной», которое было неверно истолковано окружающими. Кое-кто из них, в частности, Н. В. Гоголь, мог неверно понять его мысль — что и случилось — и сделать неверные выводы в отношении правильности лечения и квалификации докторов. Между тем каломель нередко использовалась медиками XIX века в качестве антибиотика и слабительного, не вызывая отрицательных последствий.

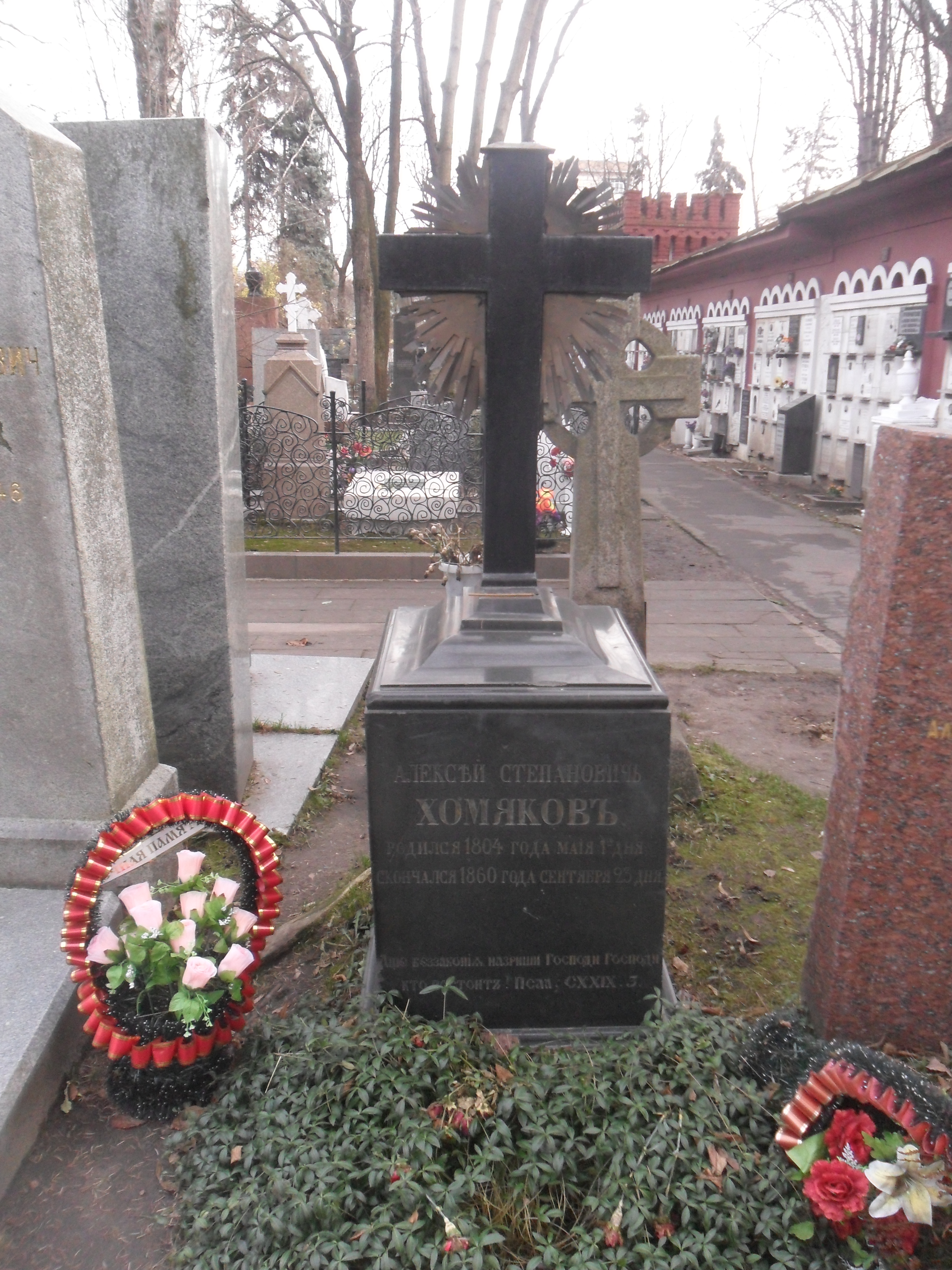
Останки супругов Хомяковых перезахоронены в одной могиле

Мысль А. А. Альфонского заключалась в другом. В наиболее редких случаях (около 0,5 % пациентов) летальный исход наступает в результате прободения брюшнотифозных язв тонкой кишки. Происходит излияние содержимого кишечника в брюшную полость, в результате развивается воспаление брюшины (перитонит). В этой ситуации любое слабительное способствует усилению сокращения кишки и, как результат, может спровоцировать прободение, хотя вероятность этого ничтожно мала. Поэтому и целесообразно воздержаться от употребления слабительных брюшнотифозным больным, о чём несколько неловко сообщил профессор Альфонский. Но прободение может наступить только на поздних стадиях заболевания, примерно с 11 до 25 дня от момента начала болезни. У Хомяковой же, по мнению Давидова, не было никакого прободения, следовательно, и отравления лекарством не могло быть, поскольку смерть наступила на ранней стадии заболевания, и непосредственной причиной смерти явилась сердечно-сосудистая недостаточность, развившаяся в результате воздействия токсинов микроорганизмов.
Давидов предполагает, что теоретически брюшным тифом от Хомяковой мог заразиться и сам Н. В. Гоголь. Зимой 1852 года в Москве наблюдалась вспышка эпидемии этого заболевания. Так или иначе, инфекция унесла в могилу цветущую молодую женщину, сделав несчастными семью Хомяковых и всё общество московских славянофилов. В доме Хомяковых состоялась панихида, на которой присутствовали С. П. Шевырёв, Д. Н. Свербеев, А. И. Кошелёв, Д. О. Шеппинг, Н. В. Гоголь и другие. Приехала сестра Е. М. Хомяковой Прасковья Михайловна Бестужева.
Во вторник 29 ноября тело Хомяковой похоронили в Даниловом монастыре неподалёку от могил Н. М. Языкова и Д. А. Валуева — племянника Е. М. Языковой. Впоследствии там же были похоронены А. С. Хомяков, Н. В. Гоголь, Ю. Ф. Самарин, А. И. Кошелев, Ф. В. Чижов. В 1931 году её останки были перенесены на Новодевичье кладбище наряду с останками Н. В. Гоголя, Н. М. Языкова, А. С. Хомякова и других деятелей русской культуры. Писатель В. Г. Лидин, присутствовавший при эксгумации тела Хомяковой, свидетельствует, что «в волосах, полностью сохранившихся в виде причёски, был воткнут черепаховый гребень».

## А. С. Хомяков после смерти жены
О Царь и Бог мой! Слово силы

Во время оно Ты сказал,

И сокрушён был плен могилы,

И Лазарь ожил и восстал.

Молю, да слово силы грянет,

Да скажешь: встань! — душе моей.

И мёртвая из гроба встанет,

И выйдет в свет Твоих лучей.

И оживёт, и величавый

Её хвалы раздастся глас —

Тебе, Сиянью Отчей славы,

Тебе, умершему за нас.

  октябрь 1852

  Музыка С. В. Рахманинова
Алексей Степанович был подавлен внезапной смертью супруги. Вместе с ним была поражена общим горем его мать Мария Алексеевна, несмотря на то что все последние годы Хомякова-старшая упрекала сына в недостатке сыновней любви, что, по мнению В. И. Хитрово, происходило от материнской ревности: «Ей хотелось бы, чтобы он, кроме её, никого не любил». На похоронах Алексей Степанович нёс гроб до могилы с родными и знакомыми сам. А. П. Елагина сообщила о смерти Е. М. Хомяковой В. А. Жуковскому:

Я приехала в Москву тотчас почти после похорон Хомяковой, с которой мы были дружны. Нельзя видеть без благоговения скорбь Алексея Сте<пановича> — так скорбеть может только Христианин, но дай Бог вынести ему и не упасть. — Он огорчён глубоко, изменился весь, похудел страшно и пожелтел, но молится бодро и работает из всех сил. Когда не в силах писать вновь, то перечитывает написанное или пишет масляными красками портрет покойной. Все церковные службы, утреннюю, час обедни слушает каждый день, занимается и детьми, но они ещё так малы! Прыгали около гроба матери, радовались, что она так нарядна, и рассказывают, что она летает с Богом и около него.— А. П. Елагина, Письмо В. А. Жуковскому 12 марта 1852 г.
Спустя ещё долгое время после утраты он не мог прийти в себя и заняться домашним хозяйством, которое оставалось всё это время в запустении. В письме А. Д. Блудовой в 1855 году он писал, что сидит «сиднем в своём уголке» более трёх лет.
Его мысли приняли покаянное направление. Он пришёл к заключению, «что вдовство есть духовное монашество, что надобно жить в чистоте более духовной, то есть не прилепляться сердцем уже ни к какой женщине, а пребывать ей верным до самого гроба».
Хомяков остался верным своему принципу и жил вдовцом до конца жизни. Ю. Ф. Самарин, близко общавшийся с Алексеем Степановичем, свидетельствовал, что жизнь Хомякова раздвоилась: «Днём он работал, читал, говорил, занимался своими делами, отдавался каждому, кому до него было дело. Но когда наступала ночь, и вокруг него всё умолкало, начиналась для него другая пора…» Самарин рассказывал, что по ночам Хомяков молился об умершей с едва сдерживаемыми рыданиями. Алексей Степанович рассказывал архиепископу Казанскому Григорию (Постникову): «На днях, Высокопреосвященнейший Владыко, по воле Божией, похоронил я, на шестнадцатом году нашего брака, жену молодую, прекрасную, добрую, единственную любовь моей жизни и величайшее счастие, какое может дать жизнь земная».
Биограф А. С. Хомякова В. Н. Лясковский сообщал, что после смерти жены Хомяков думал о ней не переставая. В это время он полюбил писать живописные портреты покойной супруги. Смерти жены посвящено проникновенное стихотворение поэта «Воскресение Лазаря», написанное в 1852 году. 4 июня 1912 года стихи Хомякова положил на музыку С. В. Рахманинов. Романс фа минор с посвящением Ф. И. Шаляпину получил известность под названием «Воскрешение Лазаря».
Вновь и вновь мысли философа обращались к причинам смерти Екатерины Михайловны. Ю. Ф. Самарин писал, что как только узнал о несчастье в семье Алексея Степановича, он взял отпуск и приехал к другу из Санкт-Петербурга в Москву. После некоторой паузы Хомяков смог рассказать ему обстоятельства болезни и смерти. Из объяснения Хомякова Самарину следовало, что «Екатерина Михайловна скончалась вопреки всем вероятностям вследствие необходимого стечения обстоятельств: он сам ясно понимал корень болезни и, зная твёрдо, какие средства должны были помочь, вопреки своей обыкновенной решительности усомнился употребить их».
По сообщению Самарина со слов Хомякова, её лечили два доктора. Не установив истинного диагноза, они назначили ошибочное лечение, в результате которого вызвали новую болезнь, которая и свела в могилу его жену. Хомяков казнил себя за то, что уступил докторам и не настоял на прекращении губительного лечения. Самарин пишет далее, что когда он выслушал Хомякова, он возразил ему: «Всё кажется ему очевидным теперь, потому что несчастный исход болезни оправдал его опасения и вместе с тем изгладил из его памяти все остальные признаки, на которых он сам, вероятно, основывал надежду на выздоровление». Но Хомяков ответил Самарину: «Вы не поняли меня, я вовсе не хотел сказать, что легко было спасти её. Напротив, я вижу с сокрушительною ясностию, что она должна умереть для меня, именно потому, что не было причины умереть. Удар был направлен не на неё, а на меня. Я знаю, что ей теперь лучше, чем было здесь, да я-то забывался в полноте своего счастья».

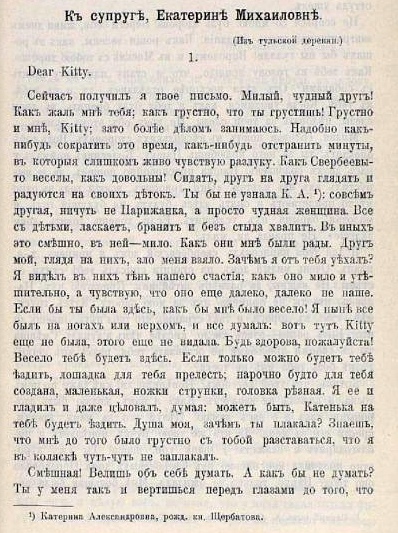
Письма А. С. Хомякова жене опубликованы в 8-м томе его Собрания сочинений, 1900 год

Таким образом, Хомяков искал духовный смысл в кончине Екатерины Михайловны: «Я знаю, я уверен, что мне смерть её была нужна; что она, хотя и наказание, в то же время послана мне для исправления и для того, чтобы жизнь, лишённая всего, что её делало отрадною, была употреблена только на занятия и мысли серьёзные». Хомяков казнил не только докторов, но и себя. Он находил следующее объяснение своему былому благодушию: «Трудно было не забыться в той полноте невозмутимого счастья, которым я пользовался. Вы не можете понять, что значит эта жизнь вдвоём. Вы слишком молоды, чтобы оценить её». Но отныне, считал философ, он понёс заслуженное наказание за свою праздность: «Теперь вся прелесть жизни для меня утрачена. Радоваться жизни я не могу. <…> Остаётся исполнить мой урок. Теперь, благодаря Богу, не нужно будет самому себе напоминать о смерти, она пойдёт со мной неразлучно до конца».
В другом месте он писал так о своей невосполнимой потере: «Многим внутри себя обязан я своей покойной Катеньке, и часто слышатся мне внутренние упрёки за то, что я далеко не разработал и не разрабатываю всё наследство духовного добра, которое я получил от неё».
Смерть Екатерины Михайловны кардинальным образом изменила жизнь Хомякова. Он уже не мог легко увлекаться, как раньше, случайной и разнообразной деятельностью, которая не являлась его прямым призванием. Сохраняя свою обычную общительность и приветливость, он, тем не менее, всегда хранил память о любимой жене. Все наиболее значительные богословские сочинения были написаны им после смерти Екатерины Михайловны.

## Траур Н. В. Гоголя
Тяжелее всех смерть Екатерины Михайловны воспринял Н. В. Гоголь. Доктор Тарасенков отмечал, что «смерть её не столько поразила мужа и родных, как поразила Гоголя… Он, может быть, впервые здесь видел смерть лицом к лицу…». На самом деле, это была не первая смерть, с которой столкнулся Н. В. Гоголь. Сопоставимая по тяжести душевная травма произошла с писателем после гибели горячо любимого им А. С. Пушкина в 1837 году. В 1839 году буквально на руках Гоголя умер молодой Иосиф Михайлович Виельгорский, отношениями с которым навеяно произведение Н. В. Гоголя «Ночи на вилле». Тяжело писатель переживал утрату своего друга Н. М. Языкова, умершего накануне 1847 года. Но ни одна из предыдущих потерь не имела столь роковых последствий, как смерть Е. М. Хомяковой. Сравнение доктора Тарасенкова вызвано тем, что если Хомяков хоть как-то мог сдерживать себя и скрывать свои эмоции, то Гоголь безраздельно отдался чувству скорби. Все последние годы страх смерти у писателя только нарастал, и кончина Хомяковой лишь усилила его прежнюю депрессию.
Смерть Хомяковой «как бы подкосила Гоголя. Он увидел в этом предзнаменование» для себя. События, начиная с 26 января, гоголеведы нередко излагают в форме хронологии, и их последовательность незначительно отличается:
- 24 января[50] (или 25 января)[33] Гоголя посещает О. М. Бодянский и находит писателя «полного энергической деятельности». Приятели договариваются встретиться 27 числа у О. Ф. Кошелёвой на музыкальном вечере, посвящённом малорусской песне[33].
- Суббота, 26 января. Смерть Е. М. Хомяковой. Сёстрам Аксаковым Гоголь признался позднее, что «боялся в тот день посылать узнавать о её здоровье и только ждал извещения от Хомяковых, которое и не замедлило прийти»[42].
- Воскресение, 27 января. Новость о смерти Хомяковой становится известна московскому окружению Хомяковых. Первая панихида (со слов В. С. Аксаковой)[2][42][49].
- Понедельник, 28 января. Первая панихида в доме Хомяковых (со слов В. И. Хитрово)[6][44] Гоголь едва отстоял панихиду до конца[42], при этом он старался не смотреть на умершую[6]. После панихиды он сказал обречённо Хомякову: «Всё для меня кончено»[49]; С. П. Шевырёву: «Ничто не может быть торжественнее смерти. Жизнь не была бы так прекрасна, если бы не было бы смерти»[49]. Гоголь зашёл к сёстрам Аксаковым узнать место будущего захоронения Е. М. Хомяковой. Узнав, что хоронить будут рядом с братом Н. М. Языковым в Даниловом монастыре, он «покачал головой, сказал что-то об Языкове и задумался так, что нам страшно стало: он, казалось, совершенно перенёсся мыслями туда и так долго оставался в том же положении, что мы нарочно заговорили о другом, чтоб прервать его мысли»[42][49].
- Вторник, 29 января. Похороны Хомяковой в Даниловом монастыре. Гоголь на них не был, сославшись на недомогание[6][42][49]. В. А. Воропаев предполагает, что именно в этот день Гоголь ездил в Преображенскую больницу к известному юродивому И. Я. Корейше, а не после 7 февраля, как писал доктор А. Т. Тарасенков, поскольку писатель не находил более ни в ком духовной поддержки, и «стремление встретиться с юродивым было для него, возможно, более важным, чем похороны Хомяковой»[4][49].
- Среда, 30 января. Гоголь заказал вторую панихиду по Хомяковой в церкви Преподобного Симеона Столпника на Поварской, после которой писатель обрёл некоторое душевное равновесие. Аксаковым он рассказал: «Я теперь успокоился, сегодня я служил один в своём приходе панихиду по Катерине Михайловне; помянул и всех прежних друзей, и она как бы в благодарность привела их так живо всех передо мной. Мне стало легче. Но страшна минута смерти». — «Почему же страшна?» — спросили его Аксаковы. — «Только бы быть уверену в милости Божией к страждущему человеку, и тогда отрадно думать о смерти», — возразили они. — «Ну, об этом надобно спросить тех, кто прошёл через эту минуту», — ответил он[2][6]. «Очевидно, в церкви у него наблюдались зрительные галлюцинации с видениями поэта Языкова, Иосифа Виельгорского и других умерших», — замечает М. И. Давидов[7].
- Пятница, 1 февраля. После обедни в приходской церкви Гоголь снова заходит к Аксаковым, Вера Аксакова вспоминает, что под впечатлением службы священника Алексия Соколова (впоследствии протопресвитера Храма Христа Спасителя) «мысли его были все обращены к тому миру». Разговор зашёл об Алексее Степановиче, которого Вера Сергеевна упрекнула за то, что он выезжает в свет и «потому что многие скажут, что он не любил своей жены». Но Гоголь возразил: «Нет, не потому, а потому, что эти дни он должен был бы употребить на другое; <…> Он должен был бы читать теперь Псалтирь, это было бы утешением для него и для души жены его»[42][49].
- Воскресенье, 3 февраля. Снова после обедни у Аксаковых говорил о Псалтири. «Всякой раз как иду к вам, прохожу мимо Хомякова дома и всякий раз, и днём и вечером, вижу в окне свечу, теплящуюся в комнате Кате[рины] Мих[айловны], — там читают Псалтирь»[42][49].
- Суббота, 9 февраля. Едет к А. С. Хомякову утешить его после потери жены и играет со своим крестником, как будто прощаясь с ним. Гоголь не был у Хомяковых с момента первой панихиды по умершей, то есть с 27 или с 28 января. Каждый день он ходил в церковь мимо их дома, но у Хомякова так и не был вплоть до 9 февраля. Вера Аксакова заметила по этому поводу: «Мне кажется, ему слишком тяжело было к нему ходить»[12]. Со следующего дня он перестал выезжать из дому совсем[6].

А. С. Хомяков так вспоминал об этих днях две недели спустя: «Смерть моей жены и моё горе сильно потрясли Гоголя; он говорил, что в ней для него снова умирают многие, которых он любил всею душою, особенно же Н. М. Языков. <…> С тех пор он был в каком-то нервном расстройстве, которое приняло характер религиозного помешательства. Он говел и стал морить себя голодом, попрекая себя в обжорстве». Доктор А. Т. Тарасенков подтверждает его слова: «Постоянно занимаясь чтением книг духовного содержания, он любил помышлять о конце жизни, но с этого времени мысль о смерти и о приготовлении себя к ней, кажется, сделалась его преобладающею мыслью. Он ещё имел дух утешать овдовевшего мужа, но с этих пор приметна стала его наклонность к уединению; он стал дольше молиться, читал у себя Псалтырь по покойнице».
Хорошо знавший Гоголя П. В. Анненков вспоминал: «Что касается до созерцания смерти, известно, как подействовал на весь организм его гроб г-жи Хомяковой, за которым он сам последовал вскоре в могилу». П. А. Кулиш писал, что Гоголь рассматривал смерть Хомяковой со своей высокой точки зрения и примирился с нею лишь у гроба усопшей. «Но это не спасло его сердце от рокового потрясения: он почувствовал, что болен тою самою болезнью, от которой умер отец его, — именно, что на него „нашёл страх смерти“».
По мнению литературоведа К. В. Мочульского, Гоголь пророчески изобразил свою смерть в повести «Старосветские помещики». Писатель с юных лет опасался таинственного зова, «после которого следует неминуемо смерть». Николай Гоголь умер так же, как окончил свою жизнь Афанасий Иванович Товстогуб, герой его повести. «Он вдруг услышал, что позади его произнёс кто-то довольно явственным голосом: „Афанасий Иванович“… „Он весь покорился своему душевному убеждению, что Пульхерия Ивановна зовёт его: он покорился с волею послушного ребёнка, сохнул, кашлял, таял, как свечка, и, наконец, угас так, как она, когда уже ничего не осталось, что бы могло поддержать бедное её пламя“». Мочульский считает, что это — точный диагноз болезни самого автора: Гоголь умер, потому что его позвала умершая Хомякова; он тоже «покорился» и тоже «истаял, как свечка».
Однако гоголевед Ю. В. Манн считает, что к началу февраля боль от утраты Хомяковой у Гоголя несколько притупилась, пока не наступили другие обстоятельства, непосредственно не связанные со смертью Хомяковой, а именно встречи с Матфеем Константиновским и споры с ним в первых числах февраля по поводу «Мёртвых душ», не позволившие писателю окончательно выйти из депрессии. В. А. Воропаев и Н. Уракова указывают, что истинная причина такой неожиданной для всех реакции Гоголя на смерть Е. М. Хомяковой едва ли будет когда-нибудь до конца разгадана, но несомненным остаётся одно: это было сильнейшее духовное потрясение. Аналогичное по масштабам духовное потрясение, но в меньших масштабах пережил и А. С. Хомяков. С этим мнением соглашается В. Алексеев: «Можно высказать свои догадки, пофантазировать, попытаться проникнуть в подробности дружбы Хомякова и Гоголя, но всё это будет предположение, собственное видение автора».
| |  |  |  |
| Акварель К. Гампельна, 1830-е; работа Шандора Козина; дагерротип, 1840-е; портрет кисти А. С. Хомякова, ок. 1850 |  |  |  |

## Дети
Всего в браке с Хомяковым Екатерина Михайловна родила девять детей: четырёх сыновей и пять дочерей. После её смерти осталось семь детей. Двое старших сыновей, Степан и Фёдор, умерли ещё в детстве в 1838 году.
- Степан (1837—18.02.1838[53]).
- Фёдор (23.05.1838[54]—).
- Мария (1840—1919) — хранительница архивов Хомяковых, составивших основу «Музея 1840-х годов» в доме на Собачьей площадке в 1920-е годы.
- Дмитрий (1841—1919) — земский деятель, публицист.
- Екатерина (род. 24 мая 1843—1916?) — основательница Свято-Троицкого Серафимовского женского монастыря в Кабардино-Балкарии[комм. 5], незамужняя.
- Анна (1844—1928), жена генерал-майора графа М. П. Граббе, погибшего в 1877 году в бою с турками.
- София (1846—1902), незамужняя.
- Ольга (1848—1932), жена сына тайного советника М. Н. Челищева (1818—1883), Алексея Михайловича (1847—1889). В 1919 году их дочь Мария Алексеевна Челищева (1886—1973) стала женой графа Н. А. Бобринского.
- Николай (1850—1925) — председатель III Государственной думы.

## Комментарии
1. ↑  В «Докладной записке Высокопреосвященнейшему Исидору митрополиту Санкт-Петербургскому и Новгородскому» Н. А. Мотовилова от 1861 года хронология событий несколько путается: знакомство с Екатериной он относит к 1830 году, время, когда он делал ей предложение, он указывает и 1832, и 1833 год, и так далее. В этой же записке Мотовилов рассказывал об обстоятельствах его ареста в 1833 году по распоряжению исправляющего должность симбирского гражданского губернатора Александра Михайловича Загряжского, который, увещевая Мотовилова раскрыть мнимое тайное общество заговорщиков, обещал ему в обмен, в числе всего прочего, содействовать тому, «чтобы государыня императрица Александра Фёдоровна сама не только высватала за меня Екатерину Михайловну Языкову — страстно любимую тогда мною, — бывшую потом за Алексеем Степановичем Хомяковым, но и то, чтобы сама же Государыня соблаговолила быть нашею посаженою материю».
2. ↑  Ещё одно противоречие источников. Ниже сообщается, что венчание происходило в Георгиевской церкви Георгиевского монастыря.
3. ↑  Вессель — имя Николая в семейном кругу Языковых; Екатерина — Катон, Котёл; Прасковья — Пикоть и т. д.
4. ↑  Об этом событии написано стихотворение А. С. Хомякова «К детям» («Бывало, в глубокий полуночный час…», 1839).
5. ↑  См. Совхозное (Кабардино-Балкария)#История.